# Wohnbauministerium
Wohnbauministerium (auch Wohnungsministerium, englisch Housing ministry)  nennt man ein Ministerium, das sich speziell um Angelegenheiten des Wohnbaus kümmert. Es ist dort zu finden, wo die nationale Wohnungssituation Defizite hat und vorrangig ausgeglichen werden soll. Sonst befindet sich dieses Portefeuille an einem allgemeineren Bauministerium, Infrastrukturministerium, oder Stadt- und Raumplanungsministerium oder – was den sozialen Wohnbau der öffentlichen Hand betrifft – an einem Ministerium für öffentliche Arbeiten oder Sozialministerium.

## Liste
| Land               | Ministerium                                                                                      | kurz        | Portefeuilles und Anmerkungen                                      | Minister                                                              |
| ------------------ | ------------------------------------------------------------------------------------------------ | ----------- | ------------------------------------------------------------------ | --------------------------------------------------------------------- |
| Dänemark           | Ministeriet for By, Bolig og Landdistrikter                                                      | MBBL        | Städte, Wohnen und Landgebiete seit 2011                           | Minister for By, Bolig og Landdistrikter                              |
| Grönland           | Naalakkersuisut for boliger, infrastruktur, råstoffer og ligestilling                            |             | Housing, Infrastructure, Minerals and Gender Equality              | Naalakkersuisoq for boliger, infrastruktur, råstoffer og ligestilling |
| Luxemburg          | Ministère du Logement                                                                            |             |                                                                    | Ministre du Logement                                                  |
| Namibia            | Ministry of Regional and Local Government, Housing and Rural Development                         | MRLGH       | Regionale und lokale Verwaltung, Wohnbau, ländliche Entwicklung    | Minister of Housing                                                   |
| Vereinigte Staaten | Department of Housing and Urban Development - Texas: Department of Housing and Community Affairs | HUD - TDHCA | Wohnbau und Stadtentwicklung - Wohnbau und Kommunalangelegenheiten | Secretary of Housing                                                  |

## Historische Behörden
- Deutschland: Das Bundesbauministerium (BMBau) bestand von 1949 bis 1998 und trug zeitweilig auch den Namen Bundesministerium für Wohnungsbau bzw. den Namensbestandteil für Wohnungswesen; dann wurde es vom Bundesministerium für Verkehr, Bau- und Wohnungswesen (BMVBW) abgelöst. Zwischen 2002 und 2021 gab es kein Ministerium mit dem Namensbestandteil Wohnungsbau/Wohnungswesen mehr. Seit 2021 existiert mit dem Bundesministerium für Wohnen, Stadtentwicklung und Bauwesen (BMWSB) wieder ein eigenes Bundesministerium für Wohnen und Bau.
- Niederlande: Ministerie van Volkshuisvesting (Wohnungswesen, Raumordnung und Umweltschutz), seit 1946, seit 2010 mit Verkehrs- und Wasserwirtschaft als Infrastrukturministerium Ministerie van Infrastructuur en Milieu – IenM
- Spanien: Ministerio de la Vivienda[3] 1957–2010, seither Secretaría de Estado de Vivienda y Actuaciones Urbanas[4] unter dem Ministerio de Fomento
- Südafrika: Department of Housing, heute allgemeineres Raumplanungsministerium Department of Human Settlements[5]